# Kutnahoryt
Kutnahoryt – minerał z gromady węglanów. Nazwa pochodzi od  Kutnej Hory w Czechach, miejsca występowania tego minerału. Tworzy kryształy siodłowe, jest grubo- lub drobnoziarnisty. Tworzy ciągły, acz w pewnej mierze ograniczony szereg izomorficzny z innymi węglanami jak dolomit i ankeryt.

## Charakterystyka
Najczęściej tworzy kryształy pręcikowate, zbite masy o nerkowatych powierzchniach oraz krzaczaste skupienia.
PowstawanieW skałach osadowych zasobnych w mangan na drodze autometasomatozy oddziałującej na inne minerały węglanowe.

## Występowanie
Występuje w asocjacji z kalcytem, aragonitem, barytem, groutytem, analcymem i pirytem.
Miejsca występowaniaokolice Peine (Niemcy), Kutna Hora (Czechy), Włochy, Meksyk, Japonia.

## Minerały podobne
Bardzo często ze względu na swą barwę mylony z rodochrozytem.

## Zastosowanie
- znaczenie kolekcjonerskie.